# خشخاش آلپی

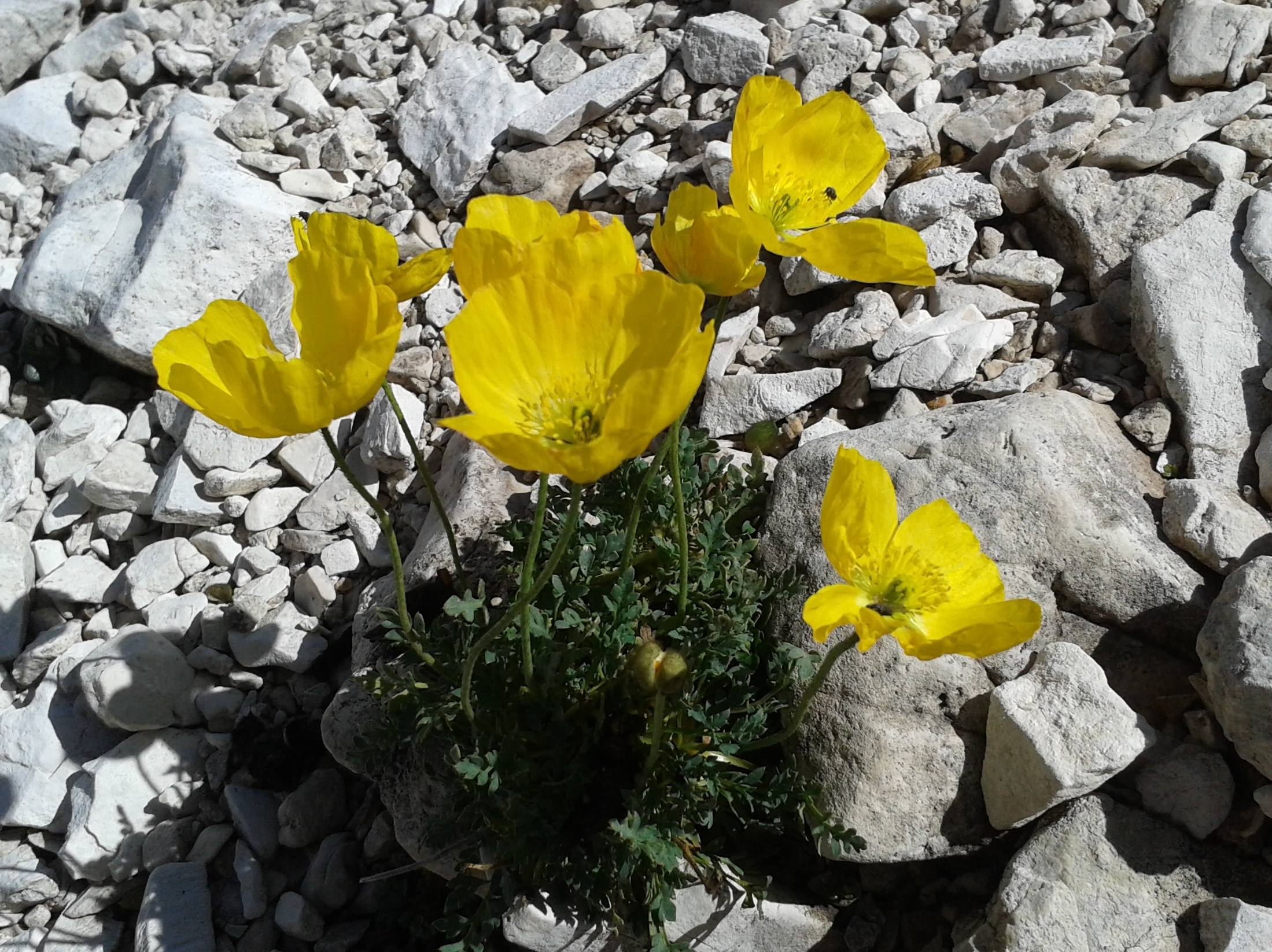
Papaver alpinum

خشخاش آلپی (نام علمی: Papaver alpinum) نام یک گونه از سرده خشخاش است.